# San Simón (Orense)
San Simón es una aldea española situada en la parroquia de Sorga, del municipio de La Bola, en la provincia de Orense, Galicia.

## Localización
San Simón se encuentra entre las aldeas de Pegariña (Al oeste) y San Fiz (Al norte) y a unos 7 km al sudeste de Celanova.
Se sitúa sobre el Alto do Furriolo, a unos 700 metros en una zona de media montaña.

## Clima
El clima predominante en la zona es el oceánico continentalizado, que domina toda la zona meridional de la provincia de Orense. La temperatura media anula oscila entre los 10 °C y los 11 °C, y las precipitaciones entre los 900 mm anuales. En invierno las temperaturas son frías, con abundantes heladas; en cambio, el verano es seco y pueden llegar a darse hasta cuatro meses de sequía.

## Demografía
| Gráfica de evolución demográfica de San Simón entre 2000 y 2022 |
|                                                                 |
| Datos según el nomenclátor publicado por el INE.                |

## Economía
En un área rural como es San Simón, la ganadería siempre ha tenido gran importancia, sobre todo lo bovina y la ovina. Actualmente existen rebaños de más de 300 ovejas a pesar de ser un lugar con tan pocos habitantes.
La vinicultura, que fue de más importancia años atrás, sigue activa al igual que la apicultura, cuya actividad ha descendido pero no desaparecido. 
Además de viñedos y cultivos, en San Simón pueden encontrarse manzanos, cerezos, guindos, nogales, higueras, ciruelos y extensas zonas de castaños por sus alrededores. 

## Flora y fauna
La aldea de San Simón está rodeada de bosques, donde podemos encontrar robles, alcornoques, castaños, pinos, eucaliptos, álamos, sauces y mimosas, entre otros.
En la zona habitan ciervos, corzos, jabalíes, ginetas y zorros, entre otros.

## Festividades
- El 28 de octubre se celebra la fiesta patronal en honor a San Simón.

### Capilla de San Simón
La celebración del 28 de octubre se realiza en la capilla de la aldea, construida a finales del siglo XIX, parcialmente restaurada recientemente, y que alberga figuras de la virgen María, San Simón y San Jerónimo.